# Feroxodon multistriatus
Feroxodon multistriatus is een straalvinnige vissensoort uit de familie van kogelvissen (Tetraodontidae). De wetenschappelijke naam van de soort is voor het eerst geldig gepubliceerd in 1854 door Richardson.